# Werner Biedermann (Politiker)
Werner Biedermann (* 15. April 1925) ist ein ehemaliger deutscher Politiker (CDU). Er war Vorsitzender des CDU-Bezirksverbandes Magdeburg.

## Leben
Der Sohn eines Arztes besuchte die Volksschule. Nach dem Krieg trat er 1945 in die CDU ein und arbeitete von 1945 bis 1947 als Neulehrer. Von 1948 bis 1952 war er Volontär, anschließend Verwaltungsleiter. 
Seit 1952 wirkte er in verantwortlichen Funktionen des  DDR-Staatsapparates. So war er zunächst von 1952 bis 1954 Bürgermeister, von 1954 bis 1957 stellvertretender Vorsitzender des Rates des Bezirkes Frankfurt (Oder) und von 1957 bis 1961 stellvertretender Vorsitzender des Rates des Kreises Strausberg. 
1961 ging er nach Magdeburg und war bis 1971 Stadtrat für Handel und Versorgung und stellvertretender Vorsitzender des Rates der Stadt Magdeburg. Zugleich war er bis 1971 stellvertretender Vorsitzender des CDU-Stadtverbandes Magdeburg. Biedermann qualifizierte sich zum Diplom-Staatswissenschaftler. Von Juni 1971 bis November 1980 fungierte er als Vorsitzender des CDU-Bezirksverbandes Magdeburg. Von Oktober 1972 bis  Oktober 1982 war er auch Mitglied des CDU-Hauptvorstandes. Er war von 1971 bis 1981 Abgeordneter des Bezirkstages Magdeburg und Vorsitzender der Ständigen Kommission Komplexe Versorgung des Bezirkstages. Zeitweise wirkte er auch als stellvertretender Vorsitzender des Bezirksvorstandes Magdeburg der Gesellschaft für Deutsch-Sowjetische Freundschaft. Seit seiner Ablösung als CDU-Bezirkschef aus Gesundheitsgründen trat er politisch nicht mehr in Erscheinung. 

## Auszeichnungen
- Verdienstmedaille der DDR
- 1965 Otto-Nuschke-Ehrenzeichen in Silber
- 1972 Ernst-Moritz-Arndt-Medaille
- 1974 Vaterländischer Verdienstorden in Bronze und 1979 in Silber
- 1977 Ehrenmedaille der Nationalen Front